# Erik Pevernagie
Erik Pevernagie (27 april 1939) is een Belgisch kunstschilder en auteur.

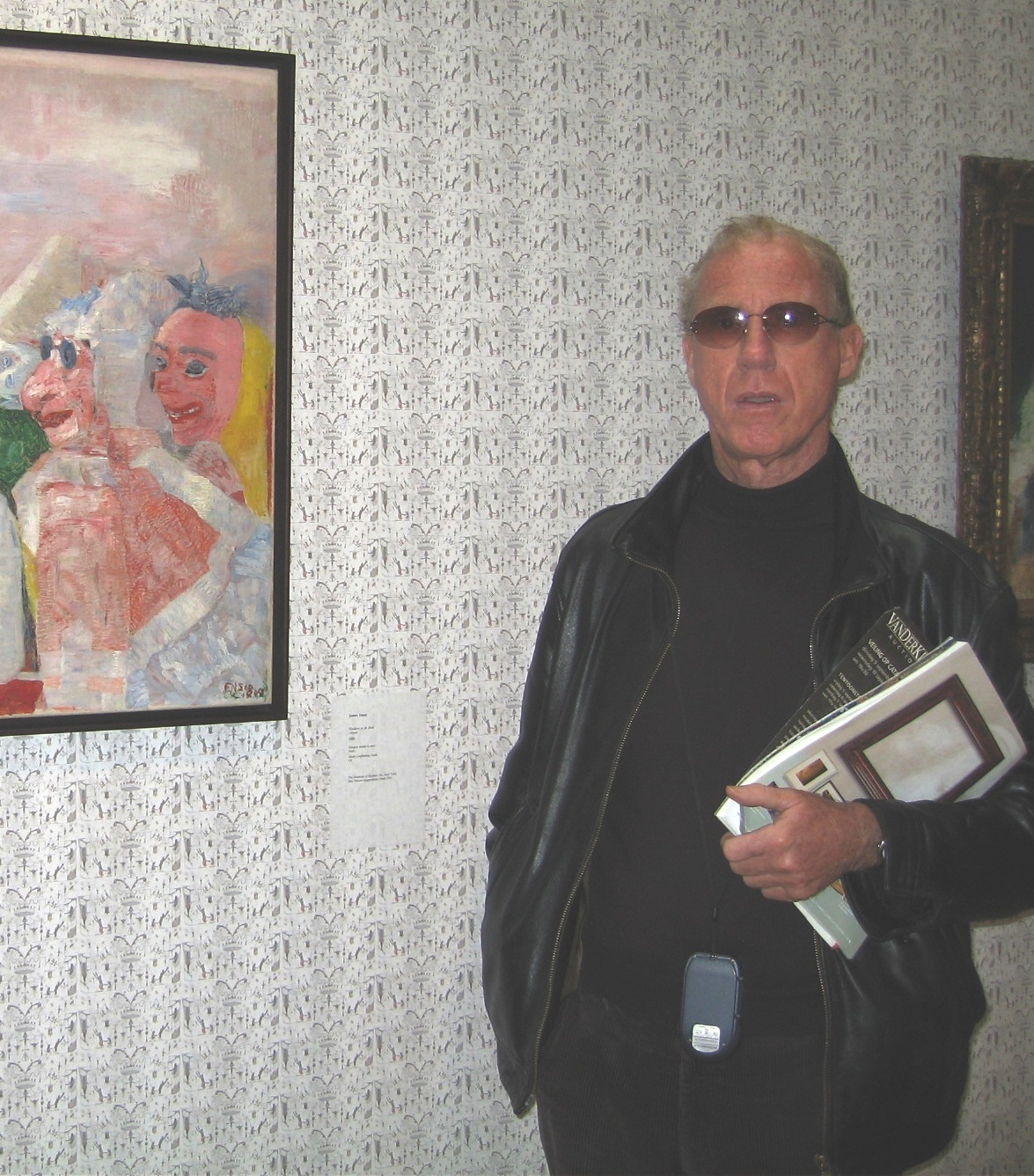
Erik Pevernagie 2009 Museum Antwerpen

## Leven

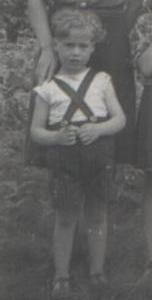
Pevernagie in 1943

Erik Pevernagie woont en werkt in Brussel. Hij is de zoon en leerling van expressionistisch kunstenaar Louis Pevernagie (1904 - 1970). Na zijn studie Germaanse filologie aan de Vrije Universiteit Brussel in 1961 volgt hij een postgraduaat aan de Cambridge University. Hij wordt docent aan de Erasmushogeschool.
Na een Bijzondere Licentie Vrijetijdsagogiek aan de Brusselse Universiteit in 1972 sticht hij met zijn collega’s en studenten het 'Recreative International Centre' (R.I.C), een cultureel centrum in de Belgische hoofdstad. In dit kader richt hij een kunstboot in alsook een ontmoetingsboot (Ric's Artboat en Ric's Riverboat) in de Brusselse haven.
Hij wordt “aangesloten Academicus” van de “Accademia Internazionale del Verbano di Lettere, Arti, Scienze”. De kunstenaar treedt in contact met veel internationale figuren en stelt tentoon in Berlijn, Düsseldorf, Amsterdam, Londen, New York, Brussel, Antwerpen, Parijs.

## Werk

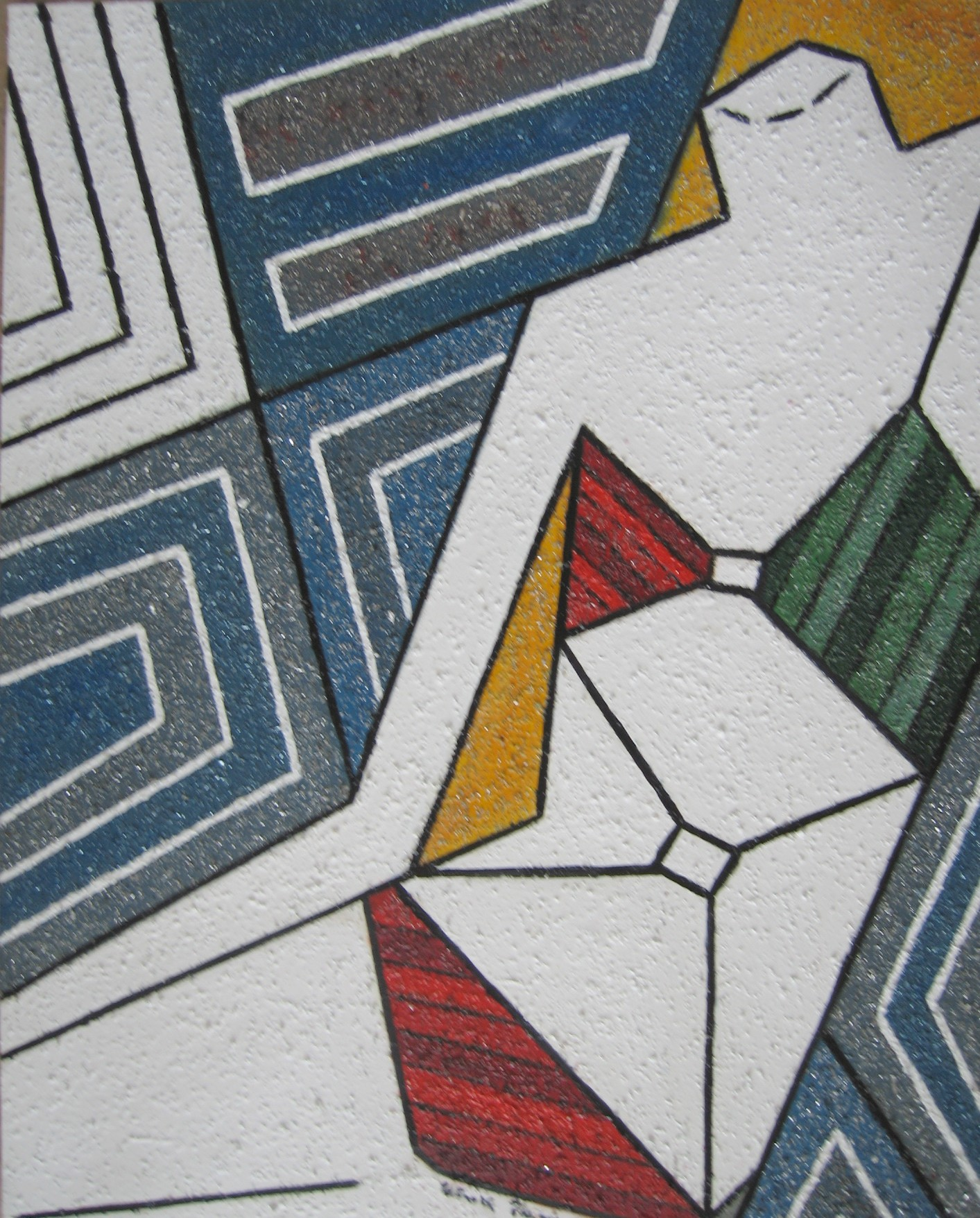
Twilight of desire (100 × 80 cm)

De creatie van zijn werk is tegelijkertijd plastisch en literair. Woorden, titels, zinnen, graffiti zijn uitbreidingen en ophelderingen van het visuele effect. De kunstenaar haalt zijn inspiratie uit verschillende aspecten van het sociale weefsel. Communicatie en non-communicatie zijn terugkerende centrale thema's in zijn werk. Motieven als vervreemding, afzondering, onrust, onveiligheid zijn vaak het beginpunt voor zijn visuele productie. Pevernagie ziet schilderen als een semiotische ervaring.
Details en kleine voorwerpen van het leven, die ons omringen en die deel uitmaken van de structuur, waardoor we de wereld begrijpen, bouwen de hoekstenen van zijn werk. Herhaaldelijk worden gebeurtenissen uit ons collectieve geheugen vertaald in zijn schilderijen. Zijn artistieke aanpak bestaat in het verbergen van het onderwerp in een specifiek milieu.
Zijn werk is nagenoeg niet te classificeren, aangezien verscheidene stromingen erin samenkomen. Personages worden geïntegreerd in hun omgeving door middel van geometrische lijnen en vlakken. Figuratie en abstractie worden tot een compromis gedwongen en geven aanleiding tot reflecties.
De gebruikte materie en het kleurenproces spelen een essentiële rol. Het gebruik van zand en metaal, waardoor zijn schilderijen hun bijzondere textuur krijgen, is in dit opzicht verhelderend. Typisch is zijn dialectische benadering van "ruimte" en "leegte". Dit draagt bij tot een bepaalde spanning, die hij visueel en mentaal tot uiting wil brengen. Voor hem worden het "niet-geschilderde" en het "geschilderde" gelijkwaardig geëvalueerd.

## Citaten
- “Belgische kunstenaar, die geometrische kleurenoppervlakten in zijn werk aan personen of architecturale ruimten toevoegt. Bovendien komt het gebruik van materie opbouw zoals zand en metaalspaanders, die aan zijn beelden hun speciale oppervlaktetextuur verlenen en die door de lichtreflecties de afzonderlijke oppervlakten in een fijn genuanceerde kleurigheid schijnen onder te dompelen.” (Ketterer, Hamburg)[1]
- “De « mens » staat centraal in zijn werk: de mens die in zijn natuurlijk milieu wordt geïntegreerd en die er soms zelfs wordt door opgeslorpt. Aan de andere kant schijnt hij het te ontkennen, aangezien Pevernagie graffiti in zijn schilderijen introduceert. Zodoende getuigt hij van de vereenzaming van het menselijke wezen en van zijn vervreemding in de stedelijke textuur.” (Bénézit, Parijs)[2]
- “Erik Pevernagie is primarily known for combining both figurative and abstract elements in his works. Starting with a simple geometric sketch or "graffiti", he builds the surface with materials such as ashes, sand or metal chips.” (William Doyle, New York)[3]
- “Zeer vroeg wordt hij aangetrokken door de “stylizering”, de strakheid in de figuratie. Later moet de figuratie worden gegist, sommige scherpe hoeken vormen de trekken van een lezende man. Deze vormen verdwijnen meer en meer. Hij bereikt de non-figuratie dankzij de scherpe hoeken die het gehele doek vullen. Daar suggereert hij de vlucht van een vogel, een vliegtuig of zuivere geometrische composities, die door een dunne zwarte lijn worden afgegrensd.” (Jean-Pierre Delarge, Parijs)[4]
- "By denying any physical presence of the character and leaving simply dress evidence, the artist gives us a reproduction of the ground zero of the mind. His anti-hero has decided to make tabula rasa and get rid of all acquired alleged qualities." (Christie's, New York, Catalogue)[5]
- “Naakte Waarheden. De mens in zijn omgeving is het centrale Thema van de kunstschilder Erik Pevernagie. Hij drukt zich uit met kleur en tekens. Bovendien maakt hij gebruik van graffiti in zijn werken.” (Berliner Kurier)[6]
- “Pevernagie verweeft figuratie en abstractie met een poëtische ondertoon. De opbouw met cadrage, doorsnijdingen en vlakverdeling zijn persoonlijk; zijn chromatisch gamma is verfijnd. Verwerkt in zijn schilderijen vreemde materialen als as, zand en grind wat resulteert in een vreemd, opgeruwd aspect, als sporen van het verleden.” (Arto)[7]
- “De communicatie of de non-communicatie zijn terugkomende centrale thema's in het werk van de schilder. Met een stijl die op het eerste gezicht streng zou kunnen lijken drukt de kunstenaar zijn kunst uit door middel van sobere kleuren, graffitis en meest eigentijdse tekens . De kleine details die ons dagelijks leven omringen, zoals een elektronisch scheermes, het teken @ of een auto nemen een totaal verschillende betekenis en geven bijzondere dynamica aan zijn geheel werk. Zij geven eenvoudig onze vrees en frustraties weer.” (M. Ladeveze)[8]